# FFB Field
FFB Field er et fodboldstadion i Belmopan, Belize. Det har en kapacitet på 5.000.
Det bliver brugt af Belizes fodboldlandshold og af Premier League of Belize team Police United.